# Yolande Mabika
Pour les articles homonymes, voir Mabika.
Yolande Bukasa Mabika, née le 8 septembre 1987, est une judokate brésilienne d'origine congolaise. Elle est sélectionnée par le Comité international olympique (CIO) à concourir pour les athlètes olympiques réfugiés aux jeux olympiques d'été 2016 à Rio de Janeiro, au Brésil.

## Biographie
Mabika est née le 8 septembre 1987. Elle est originaire de la Bukavu, une région de la république démocratique du Congo, gravement touchée par la deuxième guerre du Congo. Pendant le conflit, elle est séparée de ses parents et est emmenée dans un foyer pour enfants déplacés, dans la capitale, Kinshasa,. Là, elle pratique le judo, un sport que le gouvernement congolais préconise pour ces enfants, pour les aider à se reconstruire.
En 2013, elle se qualifie pour les championnats du monde de judo 2013 organisés à Rio de Janeiro au Brésil, avec son collègue judoka Popole Misenga,,,. Sur place, les entraîneurs confisquent leur argent et leurs passeports et les confinent dans leurs chambres d'hôtel,,. Mabika échappe à l'équipe de l'hôtel et cherche de l'aide dans la rue. Deux jours d'errance plus tard, elle trouve une communauté d'immigrants congolais présents dans le quartier Brás de Pina, et le lendemain, retourne à l'hôtel afin d'obtenir la sortie de Popole Misenga.
Elle n'a pas participé à la compétition mondiale, privilégiant la quête d'asile et l'installation dans le pays,. Elle dort ensuite dans la rue et travaille comme balayeuse et comme ouvrière dans une usine de textile. Le Haut Commissariat des Nations unies pour les réfugiés (HCR) lui accorde officiellement un statut de réfugié en septembre 2014. Elle vit dans une favela du quartier Cordovil. Elle reçoit l'appui et le financement du programme de la Solidarité olympique du CIO. Elle est enfin admise en 2015 à une formation à l'Institut Reação, une école de judo, fondée par le médaillé de bronze olympique Flávio Canto, sous la houlette de Geraldo Bernardes, à Rio de Janeiro,,,,
Elle prend part aux Jeux olympiques d'été de 2016 à Rio de Janeiro, au sein d'une équipe d'athlètes olympiques réfugiés créée par le Comité international olympique, dans laquelle figure aussi Popole Misenga,. Elle concourt dans la catégorie des femmes de moins de 70 kg,,. Elle espère, au-delà de la compétition, que la notoriété acquise puisse l'aider à reprendre contact avec les siens : « Peut-être que ça va m'aider à retrouver la trace de mes proches et me permettre de les faire venir ici », dit-elle dans des propos repris par des journalistes du quotidien Le Monde,,,